# Фахруллина, Резида Равиловна
Резида Равиловна Фахруллина (род. 1 апреля 1962, Верхнеманчарово, Башкирская АССР) — актриса театра Нур. Народная артистка Республики Башкортостан (2003), Народная артистка Республики Татарстан (2006).

## Биография
Фахруллина Резида Равиловна родилась 1 апреля 1962 года в д. Верхнеманчарово Илишевского района Башкирской АССР.
В семье было пятеро детей. Мать Альбина Миргалимовна работала в колхозе. Отец Равиль Ханифович — нефтяник, ближе к пенсии — колхозник, участвовал в художественной самодеятельности, играл на гармошке, танцевал.
В 1986 году Резида Равиловна окончила УГИИ (1986; курс Ф. К. Касимовой) и поступила работать в Башкирский академический театр драмы. В театре за Резидой Фахруллиной закрепилось амплуа лирико-драматической героини.
С 1991 года работает в Уфимском татарском театре «Нур», а с 2007 года и преподаёт в Уфимской государственной академии искусств имени Загира Исмагилова.
Резида Равиловна — режиссёр театрализованных представлений «И смех, и грех», «Я песней вернусь!», «Чудеса молодости» и др. Снималась в кинофильме «Две далёкие близкие зимы» (киностудия «Башкортостан», 1996).
Член Союза театральных деятелей с 1992 года.

## Роли в спектаклях
В театре БАТД: Алия («Майҙан тотабыҙ» — «Приглашение на майдан» Н. Асанбаева; дебют, 1986), Гульзифа («Башкорт туйы»), Ильфира («Аманатҡа хыянат» — «Измена предкам» Ф. В. Богданова).
В театре «Нур»: Джульетта («Ромео и Джульетта» У. Шекспира), Гульсум («Осень» по одноимённой повести Г. Исхаки), Зульфия («Не ожесточай сердце своё» Р. Кул Давлета), Шамсигаян («Три аршина земли» А. М. Гилязова), Мадины («Одинокая» Т. Г. Миннуллина), Дильбар («Роковая тайна» Р. М. Кинзябаева), Ольги («Три сестры. Годы спустя…» Л. М. Зайкаускаса по мотивам пьесы «Три сестры» А. П. Чехова). Самига — «Зятёк» Х. Ибрагимова, Нат — «Полетели» Ив Жамиак, Танкабике — «Нурзада и Нурсылу» И. Альмухаметова, Дильбар — «Роковая тайна − 1» Р. Киньябаева, Дильбар — «Роковая тайна — 2» Р. Киньябаева, Барбара Смит — «Любовь на троих» Рэй Куни, Елена Ивановна Кручинина — «Без вины виноватые» А. Островского, Мирандолина — «Хозяйка гостиницы» К. Гольдони.

## Награды и звания
- Заслуженная артистка Республики Башкортостан (1995)
- За роль Гульсум из спектакля «Осень» — премия в номинации «Лучшая женская роль» на Международном фестивале «Навруз» в Казани (1998)
- Лауреат IV республиканского театрального Фестиваля имени К. Тинчурина в номинации «Лучшая женская роль» (1999, Казань)
- Народная артистка Республики Башкортостан (2003)
- Народная артистка Республики Татарстан (2006)